# Acroclita elaeagnivora
Acroclita elaeagnivora is een vlinder uit de familie van de bladrollers (Tortricidae). De wetenschappelijke naam van de soort is voor het eerst geldig gepubliceerd in 1979 door Toshio Oku.